# José Lampra Cà
José Lampra Cà (ur. 5 stycznia 1964 w Blom) – duchowny katolicki z Gwinei Bissau, biskup Bissau od 2022.

## Życiorys
Święcenia kapłańskie przyjął 27 grudnia 1997 i został inkardynowany do diecezji Bissau. Po święceniach został wicerektorem niższego seminarium. W latach 2000–2005 studiował w Rzymie, a po powrocie do kraju powrócił do pracy w niższym seminarium, tym razem w charakterze jego przełożonego.
13 maja 2011 papież Benedykt XVI mianował go biskupem pomocniczym diecezji Bissau oraz biskupem tytularnym Leptiminus. Sakry udzielił mu 12 listopada 2011 biskup José Câmnate na Bissign.
10 grudnia 2021 papież Franciszek mianował go ordynariuszem diecezji Bissau. Ingres odbył 29 stycznia 2022.